# Simplon (bateau à vapeur)
Pour les articles homonymes, voir Simplon.
Le Simplon III est un bateau de la Compagnie générale de navigation sur le lac Léman (CGN). C'est un bateau à vapeur et à roues à aubes, classé monument historique.

## Historique

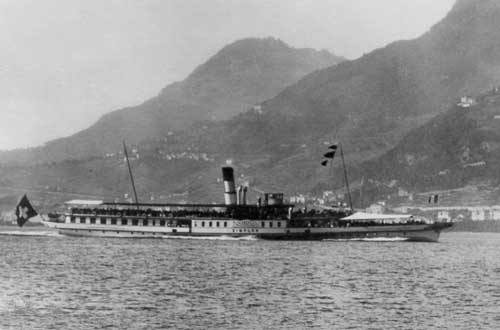
Le bateau en 1920.

Le Simplon a été construit entre 1914 et 1919 pour la CGN. Il a été commandé en 1913 chez Sulzer Frères, Winterthour. La machine date de 1915. Les travaux ont été retardés par la mobilisation et l'absence de clients pendant la Première Guerre mondiale. Il fut mis en service en 1920. C'est le troisième du nom sur le Léman.
Son salon est de type néoclassique. « Les boiseries et les ameublements Louis XVI du salon de première classe, en érable blanc, du meilleur goût, et des salons des dames sortent des ateliers Henri Bobaing à Lausanne. Les ponts, les boiseries des salons de deuxième classe, du fumoir et du salon des non-fumeurs et l’appareillage électrique ont été exécutés dans la chantiers de la Compagnie de Navigation, à Ouchy ».
Rénovations : ajout d'un projecteur en 1924 (pour le service de nuit), rafraîchissement du salon de 1re classe et toit en métal sur le pont supérieur en 1928, vitrage frontal sur ce même pont en 1932, boiseries et meubles du salon en 1938. C'est le premier bateau du Léman à voir ses chaudières équipées de brûleurs à mazout, en 1959. Modernisation du pont supérieur en 1963, avec remplacement de l'escalier d'accès.

 
Mis hors service en 1966 car ne répondant plus aux normes de sécurité, il est rénové entre 1967 et 1968. Transformations (analogue à celles du Savoie) : nouvelles chaudières au mazout (construites par Wehrle-Werk, Emmendingen), commande électro-hydraulique du gouvernail, nouvelle installation électrique à 220 volts (remplaçant le 65 volts continu), coque et ponts refaits à neuf. Cependant l’intérieur du salon de première classe est conservé dans son état d’origine. 

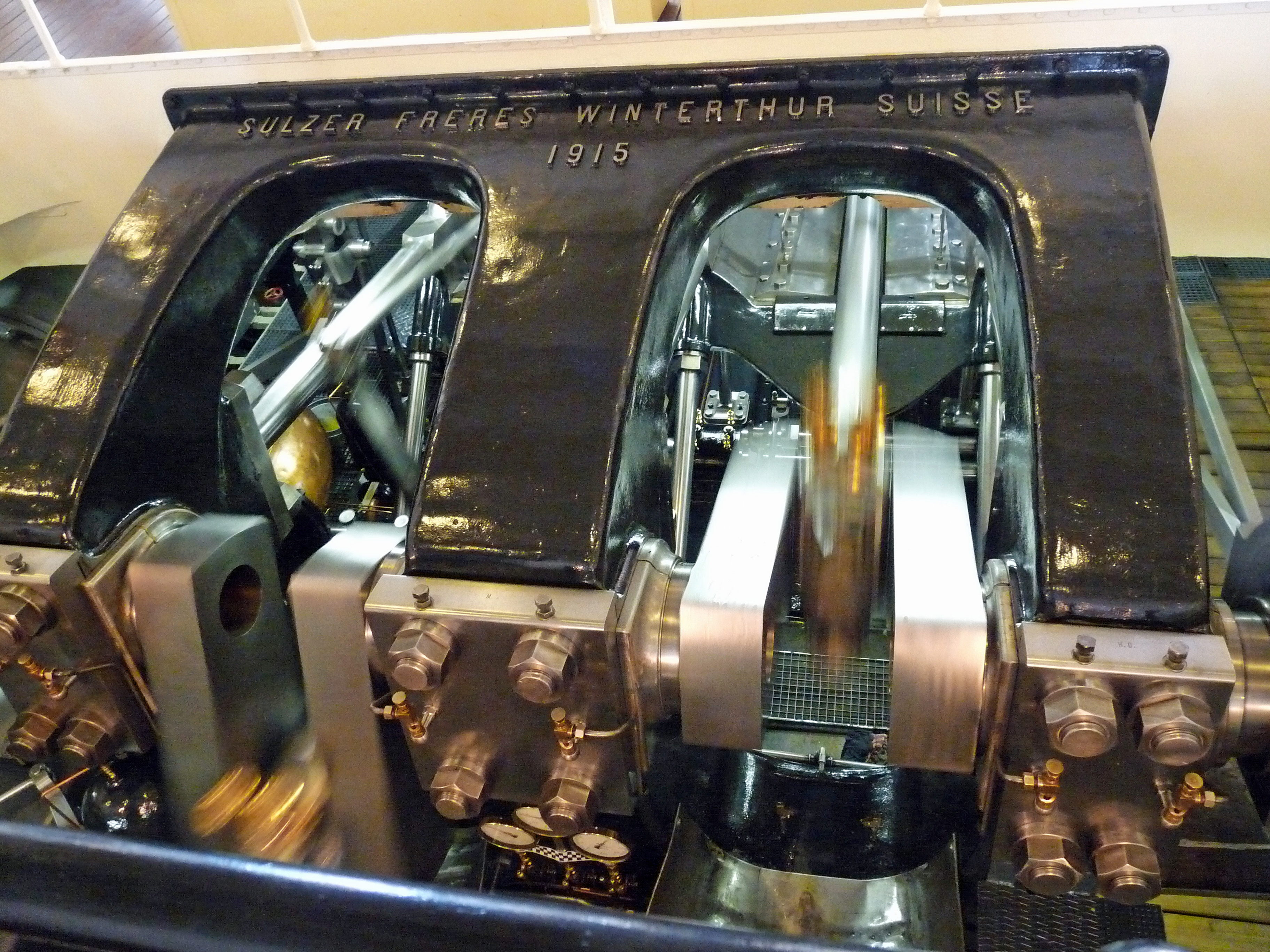
La machine de 1915, toujours en activité (2011)

La récupération des eaux usées dans une citerne est réalisée en 1974. Vu sa trop forte consommation, le bateau est mise en réserve dès 1977 et rarement affecté à des services horaires publics. Il est équipé d'un radar en 1980. La cheminée est remplacée en 1984, le grand escalier est à nouveau refait en 1986, puis c'est le tour des superstructures des tambours de roues en 1988. Installation de nouveaux groupes générateurs en 2000.
Nouvelle rénovation, partielle, entre 2003 et 2005, à la suite d'un spectaculaire accident dans la rade de Genève le 18 août 2003 : l'explosion d’un foyer de chaudière. Le bateau est sauvé par les dons privés récoltés par l'Association des amis des bateaux à vapeur du Léman (2 millions de CHF sur les 4 millions nécessaires).
Le 14 novembre 2007, le Simplon a embouti le quai à Genève, en face de l’Hôtel de la Paix. À la suite d'un positionnement particulier des bielles, phénomène tout à fait exceptionnel, le moteur du bateau à vapeur s’est soudainement arrêté. Puis, sous l'effet de la bise, le capitaine n’a pu éviter l’accident. La proue a été endommagée. Le bateau naviguait sans passagers, dans le cadre de l'inauguration de la nouvelle vedette rapide Genève.

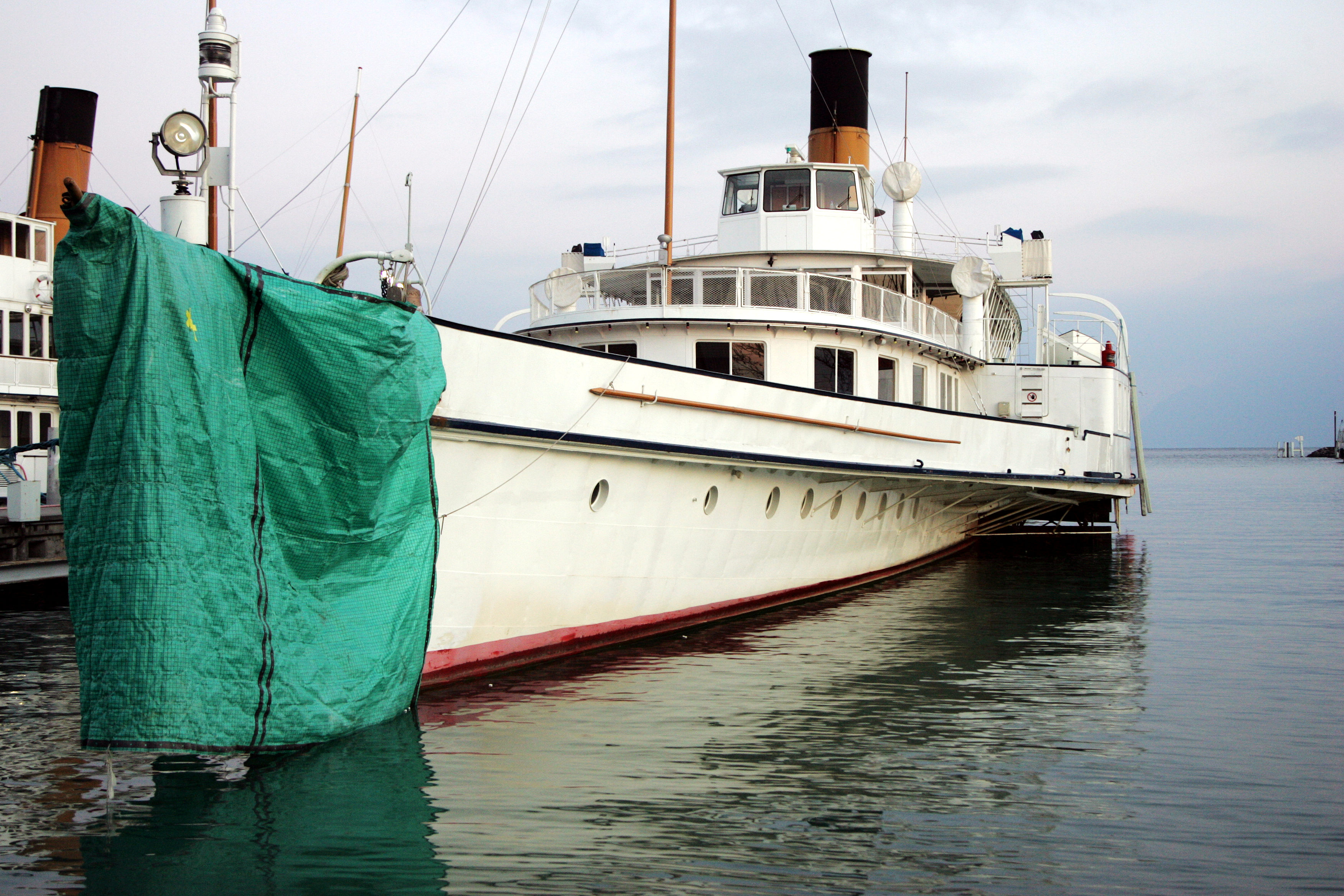
En réparation à Ouchy en décembre 2007

Révision générale de sa machine à vapeur, « la plus puissante de tous les lacs européens » d'après la CGN, entre septembre 2009 et mai 2011.
Par ailleurs, le bateau devrait être totalement rénové d'ici 2026.
En 2011, il est classé monument historique par le canton de Vaud. Il est également inscrit, tout comme le Savoie, le Rhône et La Suisse comme bien culturel suisse d'importance nationale.
Du 29 mars au 30 mars 2024, alors qu’il est amarré à Cully depuis le 28 mars à cause d'une panne, il est violemment malmené par la vaudaire provoquée par une tempête de fœhn. La veille, des alertes ont été émises par MétéoSuisse et MeteoNews sur la dangerosité de laisser un tel bateau dans cette ville lorsqu'il y a ce type de conditions météorologiques. Selon la CGN, le bateau Ville de Genève a essayé de le remorquer sans succès, lui-même ayant pris plusieurs coups. Durant toute la nuit, les pompiers et employés de la CGN se sont relayés sur les quais de Cully pour le maintenir à flot en jetant notamment des pneus de voitures et de tracteurs entre les rochers et la coque. Malgré ces mesures, son flanc tribord est en partie éventré durant la nuit en s'empalant sur le débarcadère qui subit également d'importants dommages. Au matin, après l'avoir désincarcéré de la structure en béton, et profitant d'une accalmie sur le lac, il est remorqué à 10h30 par le Léman, et amarré à 13h00 au quai 6 du chantier naval de la CGN à Lausanne,.

## Technique
Le Simplon est l'un des plus grands bateaux « Belle Époque » avec La Suisse. Ses dimensions sont de 78 m de long et 15,90 m de large. Sa capacité initiale était de 1 600 passagers. La propulsion est assurée par une machine à vapeur à 2 cylindres compound, d'une puissance de 1 400 ch. C'est la machine à vapeur la plus puissante de la flotte « Belle Époque », et avec La Suisse le modèle le plus puissant d'Europe.
En 1968, sa capacité est ramenée à 1 000 passagers. Les chaudières sont remplacées. Deux cloisons étanches supplémentaires sont installées pour améliorer la sécurité. Une citerne de 27 000 litres est placée dans un nouveau compartiment étanche à l’arrière de la machine. La timonerie manuelle est remplacée par un appareil à gouverner électro-hydraulique. En 1981, le Simplon possède les plus puissantes machines à vapeur obliques encore en service en Europe. Poids total en 2007 : 483 tonnes. Le bateau a été immobilisé durant l'année 2021 afin de changer certaines tôles de la coque, tout le bateau a été repeint lors de ces travaux. Les arbres des roues ont du être remplacés par la même occasion ce qui créa un retard pour la remise en service qui se fit au mois de septembre.